# Java (otok)
Java ili zastarjelo Jawa je jedan od četiri glavna otoka Indonezije (pored Sumatre, Kalimantana i Sulawesija, a sva četiri zajedno čine Velike sundske otoke).

## Zemljopis
Java se nalazi u Indijskom oceanu, južno od Kalimantana (Borneo), a istočno od Sumatre. Otok ima 126.650 km², a s malim okolnim otocima i otokom Madurom površina mu je 132.107 km²
Java ima oko 127 milijuna (stanje 2004. godine) stanovnika, više od bilo kojeg drugog otoka na svijetu. S gotovo 1.000 stanovnika po kvadratnom kilometru, Java je jedno od najgušće naseljenih područja na svijetu. Na Javi se nalazi i glavni grad Indonezije, Jakarta. To je grad s više od deset milijuna stanovnika koji se i dalje širi prema susjednim gradovima Bogorom, Tangerangom i Bekasijem, tako da su mu stanovnici skovali od početnih slogova novo ime, "Jabotabek", koje se učestalo koristi.
Otok je izuzetno plodan. Na zapadnom dijelu su još samo male površine pokrivene džunglom, a prema istoku postaje sve suše. Sve slobodne površine su kultivirane i uzgaja se čitav niz poljoprivrednih kultura. No, prevladava uzgoj riže.
Priroda je na Javi vrlo raznolika. Od džungle, preko savana i močvara s mangrovama do niza vulkana od kojih su neki još aktivni i kraterskih jezera. Brojni hramovi dokaz su vrlo raznolike kulturne povijesti iz pretkolonijalnog vremena. Najznačajniji su budistički hram u Borobuduru i hinduistički u Prambananu.
Java je administrativno podijeljena na četiri provincije: Batan i Jawa Barat (zapadna Java), Jawa Tengah (središnja Java) i Jawa Timur (istočna Java). Pored toga, Jakarta je izdvojena i pod izravnom je upravom središnje vlasti, a Yogyakarta je autonomna kneževina.
Pored Jakarte koja ima oko 11 milijuna stanovnika, na Javi još tri grada imaju više od milijun stanovnika. To su Surabaya s oko 2,5 milijuna, Bandung oko 1,7 milijuna i Semarang oko 1,3 milijuna.

## Geologija
Java se, zajedno sa susjednim sjeverozapadno smještenim većim otokom Sumatrom i nizom manjih otoka istočno od Jave nalazi uz rub Sundskog jarka koji je dio subdukcijske zone sjevernog dijela australske tektonske ploče. To će područje - s gledišta Zemljine povijesti - relativno brzo nestati sa Zemljine površine.
Java, koja je gotovo u cijelosti vulkanskog porijekla, je dio tako zvanog pacifičkog vatrenog prstena koji se nalazi uz rub čitavog Tihog oceana. Na otoku se nalazi 38 dijelom ugaslih, a dijelom aktivnih vulkana. Broj aktivnih vulkana u Indoneziji je oko 130.
Među najpoznatije vulkane na Javi spadaju Bromo (2.329 m) i Merapi (oko 2.985 m). Merapi se smatra jednim od najopasnijih vulkana na svijetu.
Pored vulkanizma, temeljem geoloških datosti često dolazi do potresa. Zadnji težak potres dogodio se 27. svibnja 2006. Epicentar se nalazio oko 25 km jugozapadno od Yogyakarte na dubini od oko 10 km. Glavni potres, nakon kojeg je slijedilo još oko 1.000 manjih, prema podatcima OUNa od 5. lipnja 2006. poginulo je oko 5.800, a ranjeno je oko 57.800 ljudi. Uništeno je ili teško oštećeno više od 130.000 kuća, a do 650.000 ljudi je ostalo bez krova nad glavom. Vulkan Merapi koji je u blizini najteže pogođenog grada Bantula, je tjednima prije potresa pojačao svoju aktivnost, a kratko nakon prvog potresa izbacio je oblak plinova i pepela visok 3,5 km. U danima nakon potresa, vulkan je barem udvostručio svoju aktivnost.

## Povijest

### Pretpovijesno doba
Java je bila naseljena još u pretpovijesnom razdoblju. Prije oko 1.5 milijuna godina otok je naselio javanski čovjek, podvrsta Homo erectusa, ostatke kojega je još 1891. našao nizozemski antropolog Eugen Dubois u pokrajini Istočnoj Javi (Java Timur).
Kasnije je na otoku obitavala druga podvrsta Homo erectusa, Homo erectus soloensis, koji je izumro razdoblju između 117 000 i 108 000 godina u prošlosti.

### Pretkolonijalno razdoblje
U prvom tisućljeću poslije Krista na Javi su se učvrstili budizam i hinduizam i stopili se s od ranije postojećim vjerovanjima tamošnjeg stanovništva. Oblikovalo se više kraljevina, od kojih su neke bile vrlo snažne. Tako je u dužem razdoblju, od polovine 14. stoljeća pa sve do početka 16. stoljeća kraljevina Madžapahit proširila svoj utjecaj na cijelu Javu, Sumatru, Borneo, veći dio malajskog poluotoka pa sve do Timora i današnjih Filipina. Glavni grad je bio u istočnoj Javi, u okolini današnjeg grada Surabaya.
Java je imala velike koristi od nadziranja važnih morskih putova prema Kini, no kulturni utjecaj su imale prije svega zasade koje su došle iz Indije. Slični procesi odvijali su se i na susjednoj Sumatri.
Početkom 15. stoljeća iz indijske pokrajine Gudžarata na otok dolaze muslimanski trgovci te počinje islamizacija.

### Razdoblje kolonijalizma
Prve trgovinske veze su 1597. uspostavili Portugalci, ali su ih uskoro istisnuli Nizozemci koji su stigli na otok 1594. Polovinom 1619. Nizozemci osvajaju Jakartu i pod imenom Batavia pretvaraju je u središte svog kolonijalnog carstva u Aziji. Na Javi se Nizozemci u početku zadovoljavaju samo vladavinom tim gradom. U svojim međusobnim razmiricama, neki javanski vladari su prihvatili pomoć tehnološki nadmoćnijih Nizozemaca, ali su za uzvrat morali dopustiti djelovanje Nizozemskoj istočnoindijskoj kompaniji. Tako je Kompanija tijekom 17. stoljeća preuzela kontrolu nad cijelim otokom. Java se nalazila na čvorištu azijskih morskih putova, što je omogućilo Nizozemcima kontrolu trgovine izvan Indije kojom su dominirali Englezi. 
Istovremeno s utvrđivanjem kolonijalne vlasti, na Javi se širi islam. Domaće stanovništvo ga je doživjelo kao protutežu europskoj kulturi kolonizatora, što je pomoglo njegovom populariziranju. S druge strane, Nizozemci se nisu pretjerano trudili kristijanizirati Javance.
Nizozemci su kao porezne izvršitelje zapošljavali Kineze, što ih je učinilo vrlo omraženim kod domaćeg stanovništva. Napetosti su rasle i između kolonijalne vlasti i Kineza, jer su vlasti doživljavale nekontrolirano useljavanje Kineza kao opasnost za svoju vlast. Rezultat takvih odnosa je bio pogrom tisuća Kineza koji se 1740. dogodio u Bataviji.
Početkom 19. stoljeća nizozemska država preuzima direktnu kontrolu nad kolonijom bez posredovanja svoje Istočnoindijske kompanije, i u suradnji s mjesnim plemstvom pojačava gospodarsko izrabljivanje domaćeg stanovništva.
Od 1825. – 1830. dolazi do narodnog ustanka protiv Nizozemaca zbog uvođenja novih davanja koju su domaći stanovnici trebali plaćati na žetvu riže. Borbe su životom platilo više od 200.000 Javanaca i oko 8.000 Europljana.
Godine 1830. kolonijalna vlast umjesto najma, određuje seljacima obvezu, da 1/5 svoje zemlje stave na raspolaganje vlastima i da na tom dijelu uzgajaju ono što im vlast propiše. Uz to, bili su obvezni 66 dana godišnje raditi za račun vlasti. U praksi, ova je obaveza seljaka prema vlasti često značajno nadilazila službeno propisanu obvezu. Proizvodi su kasnije prevoženi u Europi i tamo prodavani uz vrlo visoku dobit.

## Jezik
Pored službenog indonezijskog jezika, u središnjem i istočnom dijelu Jave govori se javanski jezik. Na zapadnom dijelu Jave prevladava sundski.

## Religija
Kao na Sumatri (90 %), i na Javi su muslimani ogromna većina. Tijekom 15. i 16. stoljeća Java je islamizirana, tako da danas čine 91 % Javanaca.
Oko 1815. Nizozemci šalju po prvi put misionare na Javu. Kao posljedica tih napora, mnogi Kinezi prelaze na kršćanstvo, a uz njih i mali dio Javanaca koji u međuvremenu nisu prešli na islam.
Na jugu središnjeg dijela Jave postoji nekoliko kršćanskih zajednica, koji su većinom pripadnici kineske manjine.
I na Javi postoje trvenja između muslimana i kršćanske manjine. Čak 58 % javanskih muslimana izjašnjava se abanganima, što znači da šerijatsko pravo razumiju simbolično-mistično, a ne kao neposredno važeći zakon.